# Intellias
Intellias är ett ukrainskt IT-företag grundat i Lviv 2002.

## Historia
Intellias var grundade i Lviv 2002. 2015 öppnade företaget ett nytt kontor i Kiev och ett representationskontor i Berlin. Samma år etablerade Intellias FoU inom fordonsindustrin.
År 2016 öppnade företaget ett nytt programutvecklingscenter i Odessa. 2018 investerade Horizon Capital i Intellias.
2018 listade Intellias bland de fem bästa företagen i listan över "27 IT-outsourcingföretag världen över" av Clutch.
År 2019 öppnade ett nytt programvaruutvecklingscenter i Krakow och Ivano-Frankivsk.
År 2019 har det utvecklats till en stor leverantör av mjukvaruutvecklingstjänster i Ukraina. Intellias har för närvarande kontor i fem städer i Ukraina, ett i Polen och ett representationskontor i Berlin, Tyskland. Intellias tillhandahåller anpassade tjänster för mjukvaruteknik och har ett starkt branschfokus på fordonsindustrin, fintech, detaljhandel, sakernas internet och energisektorer.